# Inga dwyeri
Inga dwyeri là một loài rau đậu thuộc họ Fabaceae.
Loài này chỉ có ở Panama.